# 科斯费尔德
科斯费尔德（德語：Coesfeld，發音：[ˈkoːsfɛlt] ⓘ）是德国北莱茵-威斯特法伦州明斯特行政区科斯费尔德县的城市，也是科斯费尔德县的县治，面积141.36平方千米，2023年12月31日人口为37,259人。